# Романчук Михайло Михайлович
Миха́йло Миха́йлович Романчу́к (нар. 7 серпня 1996, Рівне, Україна) — український плавець, чемпіон Європи (2022), чемпіон Європи (2018), срібний та бронзовий призер Олімпійських ігор 2020 року, срібний призер чемпіонату світу (2017), медаліст юнацьких олімпійських ігор та чемпіонатів світу і Європи з плавання. Світовий рекордсмен. Встановив рекорд Європи на дистанції 800 м вільним стилем (2020). Встановив олімпійський рекорд і вийшов у фінал плавання на 800 метрів вільним стилем.
1 серпня 2021 року здобув срібну медаль на дистанції 1500 м вільним стилем на Олімпіаді-2020 у Токіо. Він показав час 14.40,66.
З січня 2022 року Романчук представлятиме на змаганнях Хмельницьку область.

## Спортивні досягнення
- Перші спортивні здобутки

До басейну Михайла привели у шість років. Свої перші змагання Михайло Романчук виграв у 11-річному віці, при тому, що його суперниками були на два роки старші хлопці. Тоді ж Михайло здобув свою першу медаль. Кандидатом у майстри спорту хлопець став у 12 років, а майстром спорту – у 14. Коли Михайлові виповнилося 15 років – юного спортсмена покликали у збірну України з плавання.
Чемпіон України серед юніорів:
- 400 м вільним стилем, 800 метрів, 1500 метрів протягом 2010—2012 років,
- 2013 — чемпіон України серед юніорів на дистанціях 400 метрів вільним стилем та 1500 метрів.

У листопаді 2015-го на етапі Кубка світу в Досі (Катар) здобув золоту нагороду на дистанції 1500 м вільним стилем.
На чемпіонаті Європи-2016 в травні здобув 2 бронзові нагороди — на дистанціях 800 і 1500 метрів.
На чемпіонаті світу з водних видів спорту в Будапешті (2017) здобув «срібло» на дистанції 1500 метрів з рекордом України (14:37.14).
Станом на липень 2017-го встановив 10 рекордів України.
20 серпня 2017 року на XXIX-й Всесвітній літній Універсіаді в Тайбеї здобув золоту нагороду.
Лауреат Премії Кабінету Міністрів України за особливі досягнення молоді у розбудові України (2015).

### 2018—2019
16 грудня 2018 року виборов золоту медаль на Чемпіонаті світу на «короткій воді» в китайському місті Ханчжоу. Спортсмен подолав заплив на 1500 метрів вільним стилем у «короткій воді» (довжина басейну — 25 метрів) за 14 хвилин 9,14 секунди.
У грудні 2019 року на чемпіонаті Європи з плавання на короткій воді в Глазго на дистанції 1500 м вільним стилем посів четверте місце.
Здобув перемогу у фіналі змагань ISL-2020 — Михайло фінішував з результатом 7:25.73, виграв у Генріка Крістіансена (Норвегія) 0.05 секунди. Це особистий рекорд Романчука. Цей результат також є рекордом України та рекордом Європи. Попередній рекорд Європи — 7:29.17, встановлений французом Янніком Агнелом 2012 року.

### 2021
27 липня встановив національний та олімпійський рекорди з результатом 7:41.28 та вийшов до фіналу 800 метрів вільним стилем на Олімпійських іграх у Токіо. Романчук вийшов у фінал з найкращим результатом.
29 липня став третім у фінальному запливі на дистанції 800 м вільним стилем на Олімпіаді-2020. Він показав час 7.42,33, поступившись плавцям із США та Італії. Медаль Романчука стала першою за 17 років нагородою у плаванні для збірної України. Востаннє нагороду для України в плаванні здобувала ще Яна Клочкова на Іграх в Афінах.
1 серпня здобув срібну медаль на дистанції 1500 м вільним стилем на Олімпіаді-2020, показавши час 14.40,66.

### 2022
З нового сезону спортсмен вирішив попробувати себе у плаванні на відкритій воді, але підготовка до сезону була порушена через вторгнення Росії в Україну. У кінці березня спортсмен отримав дозвіл виїхати з країни, відправившись у Німеччину тренуватися у групі Берндона Беркхана, тренера німецького олімпійського чемпіона Флоріана Веллброка. Петро Нагорний, який тренував Михайла з дитинства, пішов служити в ЗСУ. У травні вперше виступив у змаганнях на відкритій воді: на чемпіонаті Іспанії виграв срібну медаль на дистанції 5 км та став п'ятим на дистанції 10 км.
На чемпіонат світу в Будапешті вирішив змагатися на п'яти дистанціях: 400, 800, 1500 метрів вільним стилем, а також 5 та 10 км на відкритій воді. 18 червня відбувся кваліфікаційний заплив на дистанції 400 метрів вільним стилем. У ньому плавець не показав свій найкращий час (3:52.92) та став 24-им. 20 червня став найкращим у кваліфікації на дистанції 800 метрів вільним стилем (7:44.75). Наступного дня відбувся фінал, у якому Романчук з новим рекордом України (7:40.05) виграв бронзову медаль. Українець, враховуючи потужний фініш своїх головних конкурентів Флоріана Веллброка та Роберта Фінка змінив тактику на цей заплив, спробувавши зробити собі відрив по ходу усієї дистанції, але на останніх 100-х метрах суперники зуміли його наздогнати та випередити. На дистанції 1500 метрів вільним стилем впевнено пройшов кваліфікацію, поступившись лише Флоріану Веллброку (14:50.68). У фіналі, який відбувся 25 червня, став п'ятим (14:40.98). Переможцем став Грегоріо Пальтріньєрі, який із самого початку запливу пішов у відрив та встановив новий рекорд чемпіонатів світу. Романчук тримався у групі із Флоріаном Веллброком та Робертом Фінком, але ближче до кінця дистанції не витримав їхнього темпу та відстав, а на останніх метрах його обійшов німець Лукас Мертенс. Це вперше з 2016 року, коли він не зумів виграти медаль на дистанції 1500 метрів вільним стилем на великих змаганнях. 27 червня виграв бронзову медаль на дистанції 5 км на відкритій воді та став першим українцем якому вдалося стати призером чемпіонатів світу в плаванні на відкритій воді.

## Особисті рекорди

### «Довга вода»
| Дистанця              | Час      | Місце                   | Дата           | Примітки |
| --------------------- | -------- | ----------------------- | -------------- | -------- |
| 400 м вільним стилем  | 3:45.18  | Глазго, Велика Британія | 3 серпня 2018  | РУ       |
| 800 м вільним стилем  | 7:40.05  | Будапешт, Угорщина      | 21 червня 2022 | РУ       |
| 1500 м вільним стилем | 14:36.10 | Рим, Італія             | 16 серпня 2022 | РУ       |

### «Коротка вода»
| Дистанця              | Час      | Місце              | Дата              | Примітки |
| --------------------- | -------- | ------------------ | ----------------- | -------- |
| 400 м вільним стилем  | 03:38.93 | Будапешт, Угорщина | 9 листопада 2020  | РУ       |
| 800 м вільним стилем  | 07:25.73 | Будапешт, Угорщина | 21 листопада 2020 | РУ       |
| 1500 м вільним стилем | 14:09.14 | Ханчжоу, Китай     | 16 грудня 2018    | РУ       |

Романчук став першим українським плавцем, якому вдалося виплисти з 3:39.00 у 25-метровому басейні на 400-метрівці.

### «Відкрита вода»
| Дистанця | Час      | Місце              | Дата           | Примітки |
| -------- | -------- | ------------------ | -------------- | -------- |
| 5 км     | 53:13.90 | Будапешт, Угорщина | 27 червня 2022 | Відсутні |

## Результати
Змагання у басейні
| Рік  | Змагання                          | Місце проведення         | 400 м вільним стилем | 400 м вільним стилем | 800 м вільним стилем | 800 м вільним стилем | 1500 м вільним стилем | 1500 м вільним стилем | 400 м комплексом | 400 м комплексом | 4x200 м вільним стилем | 4x200 м вільним стилем |
| Рік  | Змагання                          | Місце проведення         | Час                  | Місце                | Час                  | Місце                | Час                   | Місце                 | Час              | Місце            | Час                    | Місце                  |
| ---- | --------------------------------- | ------------------------ | -------------------- | -------------------- | -------------------- | -------------------- | --------------------- | --------------------- | ---------------- | ---------------- | ---------------------- | ---------------------- |
| 2013 | Чемпіонат Європи серед юніорів    | Познань, Польща          | 4:01.97              | 35                   | 8:10.07              | 9                    | 15:30.12              | 7                     | Н/Д              | Н/Д              | 7:38.56                | 10                     |
| 2013 | Чемпіонат світу серед юніорів     | Дубай, ОАЕ               | 4:00.38              | 29                   | 8:17.23              | 18                   | 15:18.81              | 4                     | Н/Д              | Н/Д              | Н/Д                    | Н/Д                    |
| 2014 | Юнацькі Олімпійські ігри          | Нанкін, Китай            | 3:49.76              | 1                    | 7:56.34              | 2                    | Н/Д                   | Н/Д                   | Н/Д              | Н/Д              | Н/Д                    | Н/Д                    |
| 2014 | Чемпіонат Європи серед юніорів    | Дордрехт, Нідерланди     | 3:52.19              | 3                    | 7:54.81              | 1                    | 15:07.24              | 2                     | Н/Д              | Н/Д              | Н/Д                    | Н/Д                    |
| 2015 | Чемпіонат світу                   | Казань, Росія            | 3:52.76              | 39                   | Н/Д                  | Н/Д                  | 15:09.77              | 7                     | Н/Д              | Н/Д              | 7:21.74                | 18                     |
| 2016 | Чемпіонат Європи                  | Лондон, Велика Британія  | Н/Д                  | Н/Д                  | 7:47.99              | 3                    | 14:50.33              | 3                     | 4:27.08          | 29               | Н/Д                    | Н/Д                    |
| 2016 | Олімпійські ігри                  | Ріо-де-Жанейро, Бразилія | Н/Д                  | Н/Д                  | Н/Д                  | Н/Д                  | 15:01.35              | 15                    | Н/Д              | Н/Д              | Н/Д                    | Н/Д                    |
| 2017 | Чемпіонат світу                   | Будапешт, Угорщина       | Н/Д                  | Н/Д                  | Н/Д                  | Н/Д                  | 14:37.14              | 2                     | Н/Д              | Н/Д              | Н/Д                    | Н/Д                    |
| 2017 | Універсіада                       | Тайбей, Республіка Китай | 3:45.96              | 1                    | 7:46.28              | 2                    | 14:57.51              | 2                     | Н/Д              | Н/Д              | Н/Д                    | Н/Д                    |
| 2017 | Чемпіонат Європи на короткій воді | Копенгаген, Данія        | Н/Д                  | Н/Д                  | Н/Д                  | Н/Д                  | 14:14.59              | 1                     | Н/Д              | Н/Д              | Н/Д                    | Н/Д                    |
| 2018 | Чемпіонат Європи                  | Глазго, Велика Британія  | 3:45.18 NR           | 1                    | 7:42.96              | 1                    | 14:36.88 NR           | 2                     | Н/Д              | Н/Д              | Н/Д                    | Н/Д                    |
| 2018 | Чемпіонат світу на короткій воді  | Ханчжоу, Китай           | Н/Д                  | Н/Д                  | Н/Д                  | Н/Д                  | 14:09.14              | 1                     | Н/Д              | Н/Д              | Н/Д                    | Н/Д                    |
| 2019 | Чемпіонат світу                   | Кванджу, Південна Корея  | Н/Д                  | Н/Д                  | 7:49.32              | 8                    | 14:37.63              | 2                     | Н/Д              | Н/Д              | Н/Д                    | Н/Д                    |
| 2019 | Чемпіонат Європи на короткій воді | Глазго, Велика Британія  | Н/Д                  | Н/Д                  | Н/Д                  | Н/Д                  | 14:32.51              | 4                     | Н/Д              | Н/Д              | Н/Д                    | Н/Д                    |
| 2021 | Чемпіонат Європи                  | Будапешт, Угорщина       | Н/Д                  | Н/Д                  | 7:42.61              | 1                    | 14:39.89              | 1                     | Н/Д              | Н/Д              | Н/Д                    | Н/Д                    |
| 2021 | Олімпійські ігри                  | Токіо, Японія            | Н/Д                  | Н/Д                  | 7:42.33              | 3                    | 14:40.66              | 2                     | Н/Д              | Н/Д              | Н/Д                    | Н/Д                    |
| 2021 | Чемпіонат світу на короткій воді  | Абу-Дабі, ОАЕ            | Н/Д                  | Н/Д                  | Н/Д                  | Н/Д                  | 14:11.47              | 3                     | Н/Д              | Н/Д              | Н/Д                    | Н/Д                    |
| 2022 | Чемпіонат світу                   | Будапешт, Угорщина       | 3:52.92              | 24                   | 7:40.05 NR           | 3                    | 14:40.98              | 5                     | Н/Д              | Н/Д              | Н/Д                    | Н/Д                    |
| 2022 | Чемпіонат Європи                  | Рим, Італія              | Н/Д                  | Н/Д                  | 7:45.03              | 4                    | 14:36.10 NR           | 1                     | Н/Д              | Н/Д              | Н/Д                    | Н/Д                    |
| 2023 | Чемпіонат світу                   | Фукуока, Японія          | Н/Д                  | Н/Д                  | 7:43.08              | 6                    | 14:53.21              | 7                     | Н/Д              | Н/Д              | Н/Д                    | Н/Д                    |
| 2023 | Чемпіонат Європи на короткій воді | Отопень, Румунія         | Н/Д                  | Н/Д                  | 7:31.20              | 3                    | 14:22.18              | 3                     | Н/Д              | Н/Д              | Н/Д                    | Н/Д                    |
| 2024 | Чемпіонат світу                   | Доха, Катар              | Н/Д                  | Н/Д                  | 7:54.51              | 8                    | 14:47.54              | 5                     | Н/Д              | Н/Д              | Н/Д                    | Н/Д                    |
| 2024 | Чемпіонат Європи                  | Белград, Сербія          | Н/Д                  | Н/Д                  | 7:46.20              | 1                    | 15:00.99              | 2                     | Н/Д              | Н/Д              | Н/Д                    | Н/Д                    |

Змагання на відкритій воді
| Рік  | Змагання        | Місце проведення   | 5 км на відкритій воді | 5 км на відкритій воді | 10 км на відкритій воді | 10 км на відкритій воді |
| Рік  | Змагання        | Місце проведення   | Час                    | Місце                  | Час                     | Місце                   |
| ---- | --------------- | ------------------ | ---------------------- | ---------------------- | ----------------------- | ----------------------- |
| 2022 | Чемпіонат світу | Будапешт, Угорщина | 53:13.90               | 3                      | 1:51:41.6               | 6                       |
| 2023 | Чемпіонат світу | Фукуока, Японія    | 55:37.00               | 11                     | Н/Д                     | Н/Д                     |

## Особисте життя
Одружений з українською легкоатлеткою Мариною Бех.

## Державні нагороди

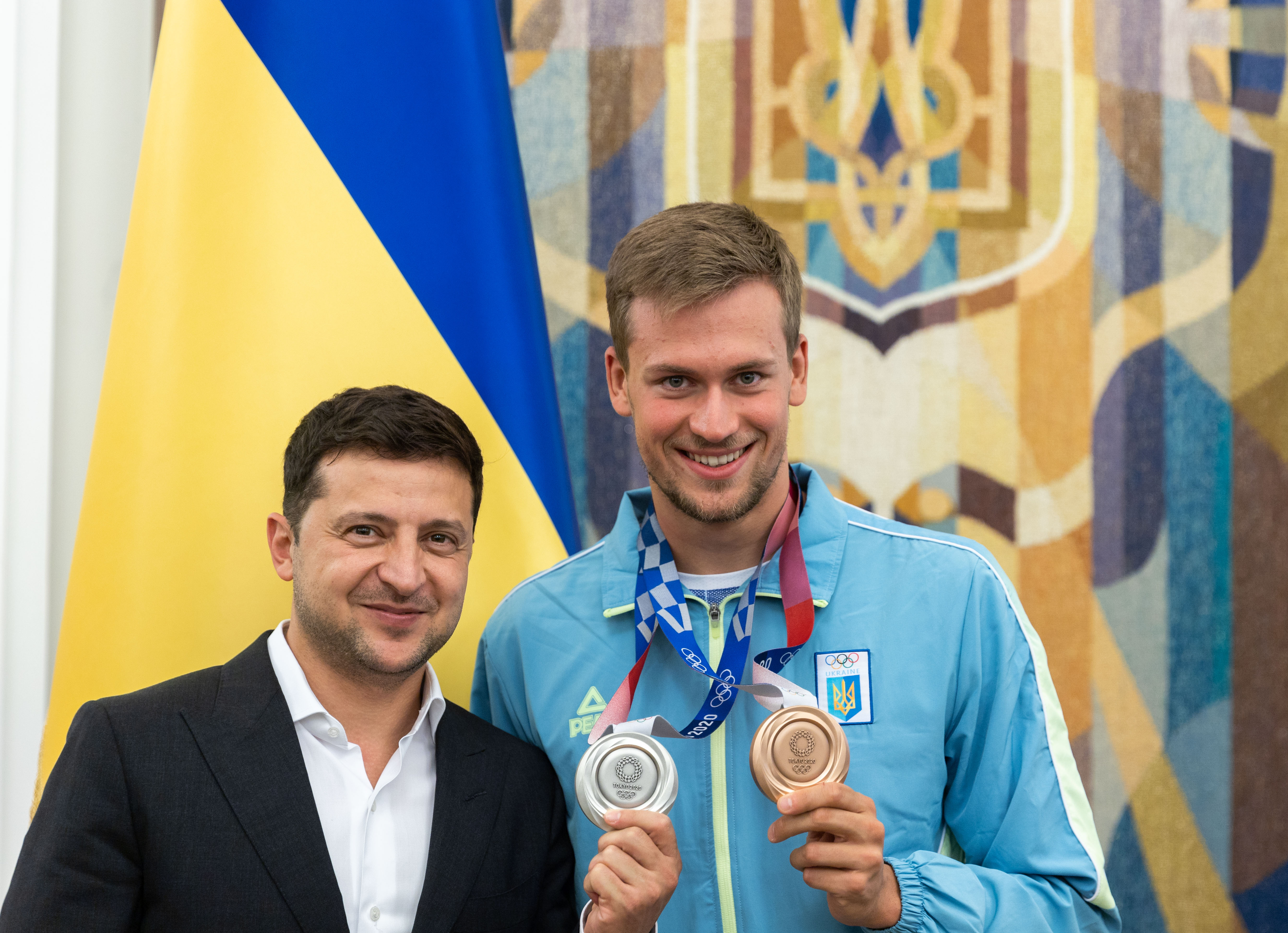
Михайло Романчук та Президент України Володимир Зеленський на нагородженні українських олімпійців

- Орден «За заслуги» II ст. (16 серпня 2021) —За досягнення високих спортивних результатів на XXXII літніх Олімпійських іграх в місті Токіо (Японія), виявлені самовідданість та волю до перемоги, утвердження міжнародного авторитету України.[19]
- Орден «За заслуги» III ст. (22 січня 2019) — За значний особистий внесок у державне будівництво, зміцнення національної безпеки, соціально-економічний, науково-технічний, культурно-освітній розвиток Української держави, вагомі трудові досягнення, багаторічну сумлінну працю[20]